# Ikrjanoje
Ikrjanoje (russisch Икряное) ist ein Dorf (selo) in der Oblast Astrachan in Russland mit 10.036 Einwohnern (Stand 14. Oktober 2010).

## Geographie
Der Ort liegt im Wolgadelta etwa 40 km Luftlinie südwestlich des Oblastverwaltungszentrums Astrachan. Er befindet sich am rechten Ufer des äußersten rechten (westlichen) der großen Mündungsarme der Wolga, Bachtemir. Bei Ikrjanoje ist dieser mit einem weiteren, noch einige Kilometer westlicher fließenden Arm verbunden, dem Churdun.
Ikrjanoje ist Verwaltungszentrum des Rajons Ikrjaninski sowie Sitz der Landgemeinde (selskoje posselenije) Ikrjaninski selsowet, zu der außerdem das Dorf Borkino (8 km südwestlich) gehört.

## Geschichte
Ansiedlungen im Bereich des heutigen Dorfes sind seit Mitte des 18. Jahrhunderts bekannt. Der eigentliche Ort an der heutigen Stelle entstand 1807, nachdem die Ländereien vom griechischstämmigen Adeligen Iwan Varvakis erworben worden waren. Er erhielt seinen Namen nach dem dortigen Wasserlauf Ikrjanka, dessen Bezeichnung wiederum von russischen ikra für Kaviar abgeleitet ist, einem wichtigen Erzeugnis der Region.
Seit 14. Juli 1925 ist Ikrjanoje Verwaltungssitz eines Rajons.

### Bevölkerungsentwicklung
| Jahr | Einwohner |
| ---- | --------- |
| 1877 | 594       |
| 1939 | 4.786     |
| 1959 | 5.111     |
| 1970 | 6.619     |
| 1979 | 7.957     |
| 1989 | 9.629     |
| 2002 | 9.925     |
| 2010 | 10.036    |

Anmerkung: ab 1959 Volkszählungsdaten

## Verkehr
Ikrjanoje liegt an der Fernstraße R215, die von Astrachan, wo sich die nächstgelegene Bahnstation befindet, entlang dem Nordwestufer des Kaspischen Meeres durch den Ostteil Kalmückiens in die Hauptstadt Dagestans Machatschkala führt.